# Ямагути, Цутому
Цутому Ямагути (яп. 山口 彊 Ямагути Цутому, 16 марта 1916, Япония — 4 января 2010, Нагасаки) — японец, один из немногих людей, переживших обе атомные бомбардировки японских городов Хиросима и Нагасаки. Является единственным человеком, чьё нахождение в Хиросиме и Нагасаки во время бомбардировок официально признано.

## Биография

### Ранняя жизнь
Ямагути родился 16 марта 1916 года в Нагасаки. С 1930-х годов он работал в Mitsubishi Heavy Industries, занимаясь проектированием чертежей для нефтяных танкеров.

### Бомбардировка Хиросимы
Ямагути жил и работал в Нагасаки, но летом 1945 года он отправился в Хиросиму в трёхмесячную командировку. 6 августа он собирался покинуть город вместе с двумя коллегами, Акирой Иванагой и Куниёси Сато, и направлялся на вокзал, когда понял, что забыл свой инкан, и вернулся за ним на работу. В 8:15 утра он шёл к докам, когда американский бомбардировщик B-29 «Энола Гей» сбросил атомную бомбу «Малыш» недалеко от центра города, всего в 3 километрах (1,9 мили) от него. Ямагути вспоминает, что видел бомбардировщик и два маленьких парашюта, после чего «в небе вспыхнуло яркое пламя», и его отбросило в сторону. Взрыв повредил его барабанные перепонки, временно ослепил и оставил серьёзные лучевые ожоги на левой стороне верхней части тела. Придя в себя, он дополз до укрытия и, отдохнув, отправился на поиски своих коллег. Они тоже выжили и вместе провели ночь в бомбоубежище, а на следующий день вернулись в Нагасаки. В Нагасаки ему была оказана медицинская помощь и, несмотря на то, что был сильно перебинтован, 9 августа вышел на работу.

### Бомбардировка Нагасаки
В 11:00 утра 9 августа 1945 года Ямагути описывал своему начальнику взрыв в Хиросиме, когда американский бомбардировщик «Бокскар» сбросил на город атомную бомбу «Толстяк». Его рабочее место снова находилось в 3 километрах (1,9 мили) от эпицентра взрыва, но на этот раз он не пострадал. Однако он не смог заменить испорченные бинты и больше недели страдал от высокой температуры и непрекращающейся рвоты.

## Дальнейшая жизнь
Ямагути стал активным сторонником ядерного разоружения. В интервью он сказал: «Причина, по которой я ненавижу атомную бомбу, заключается в том, что она делает с достоинством человека». Во время телефонного интервью, говоря через свою дочь[прояснить], он заявил: «Я не могу понять, почему мир не может осознать страдания, которые приносят ядерные бомбы. Как можно продолжать разрабатывать это оружие?»
Цутому Ямагути был причислен к хибакуся (выжившим жертвам) после бомбардировки Нагасаки 9 августа 1945 года, а 24 марта 2009 года правительство Японии официально подтвердило, что он также находился и в Хиросиме во время первой атомной бомбардировки.

## Болезнь и смерть
В 2009 году Ямагути узнал, что умирает от рака желудка. Умер 4 января 2010 года в Нагасаки в возрасте 93 года.